# Saint-Martin-la-Patrouille
Saint-Martin-la-Patrouille is een gemeente in het Franse departement Saône-et-Loire (regio Bourgogne-Franche-Comté) en telt 53 inwoners (2009). De plaats maakt deel uit van het arrondissement Charolles.

## Geografie
De oppervlakte van Saint-Martin-la-Patrouille bedraagt 7,0 km², de bevolkingsdichtheid is dus 7,6 inwoners per km².
De onderstaande kaart toont de ligging van Saint-Martin-la-Patrouille met de belangrijkste infrastructuur en aangrenzende gemeenten.

## Demografie
Onderstaande figuur toont het verloop van het inwonertal (bron: INSEE-tellingen).